# Eduards Freimanis
Eduards Freimanis (22 febbraio 1919 – 1993) è stato un calciatore lettone, di ruolo attaccante.

## Carriera

### Club
All'epoca della convocazione in nazionale militava nell'Olimpija Liepāja, squadra con cui vinse due campionati lettoni; in seguito ha giocato per il JKS Riga, la Dinamo Riga e il Daugavieši.
Dopo la fine della seconda guerra mondiale ha militato per due stagioni in Germania, prima nell'Holstein Kiel e poi nel Greven 09.
Dal 1947 è emigrato in Inghilterra, giocando per Eynesbury Rovers, Peterborough United, Northampton Town e Nuneaton Borough.

### Nazionale
Ha disputato il suo primo incontro in nazionale il 27 luglio 1939 nell'amichevole contro l'Estonia, segnando subito una doppietta.
Ha preso parte allo storico ultimo incontro della sua nazionale nel 1940, prima della perdita dell'indipendenza.

## Statistiche

### Cronologia presenze e reti in nazionale
| Cronologia completa delle presenze e delle reti in nazionale ― Lettonia | Cronologia completa delle presenze e delle reti in nazionale ― Lettonia | Cronologia completa delle presenze e delle reti in nazionale ― Lettonia | Cronologia completa delle presenze e delle reti in nazionale ― Lettonia | Cronologia completa delle presenze e delle reti in nazionale ― Lettonia | Cronologia completa delle presenze e delle reti in nazionale ― Lettonia | Cronologia completa delle presenze e delle reti in nazionale ― Lettonia | Cronologia completa delle presenze e delle reti in nazionale ― Lettonia |
| Data                                                                    | Città                                                                   | In casa                                                                 | Risultato                                                               | Ospiti                                                                  | Competizione                                                            | Reti                                                                    | Note                                                                    |
| ----------------------------------------------------------------------- | ----------------------------------------------------------------------- | ----------------------------------------------------------------------- | ----------------------------------------------------------------------- | ----------------------------------------------------------------------- | ----------------------------------------------------------------------- | ----------------------------------------------------------------------- | ----------------------------------------------------------------------- |
| 27-7-1939                                                               | Riga                                                                    | Lettonia                                                                | 3 – 3                                                                   | Estonia                                                                 | Amichevole                                                              | 2                                                                       |                                                                         |
| 18-7-1940                                                               | Tallinn                                                                 | Estonia                                                                 | 2 – 1                                                                   | Lettonia                                                                | Amichevole                                                              | -                                                                       |                                                                         |
| Totale                                                                  |                                                                         | Presenze                                                                | 2                                                                       |                                                                         | Reti                                                                    | 2                                                                       |                                                                         |

## Palmarès
- Campionato lettone: 2

1937-38, 1938-39